# Monterrey Open 2020 - Doppio
Asia Muhammad e Maria Sanchez erano le detentrici del titolo, ma Muhammad ha scelto di partecipare al concomitante torneo di Indian Wells. Sanchez ha fatto coppia con Monique Adamczak perdendo al primo turno contro Marie Bouzková e Renata Voráčová.
In finale Kateryna Bondarenko e Sharon Fichman hanno sconfitto Miyu Katō e Wang Yafan con il punteggio di 4-6, 6-3, [10-7].

## Teste di serie
1. Georgina García Pérez /  Sara Sorribes Tormo (quarti di finale)
2. Desirae Krawczyk /  Giuliana Olmos (quarti di finale)

1. Ellen Perez /  Storm Sanders (semifinale)
2. Monique Adamczak /  Maria Sanchez (primo turno)

## Wildcard
1. Elisabetta Cocciaretto /  Renata Zarazúa (primo turno)

1. Sara Errani /  Daniela Seguel (primo turno)

## Tabellone

### Legenda
| - Q = Qualificato - WC = Wild card - LL = Lucky loser | - ALT = Alternate - SE = Special Exempt - PR = Protected Ranking | - w/o = Walkover - r = Ritirato - d = Squalificato |

|  | Primo turno         | Primo turno                     | Primo turno                     | Primo turno | Primo turno |  |  | Quarti di finale      | Quarti di finale                | Quarti di finale       | Quarti di finale       | Quarti di finale |   |      | Semifinali | Semifinali            | Semifinali | Semifinali             | Semifinali |   |      | Finale | Finale | Finale | Finale | Finale |  |
|  |                     |                                 |                                 |             |             |  |  |                       |                                 |                        |                        |                  |   |      |            |                       |            |                        |            |   |      |        |        |        |        |        |  |
|  | 1                   | G García Pérez S Sorribes Tormo | G García Pérez S Sorribes Tormo | 6           | 7           |  |  |                       |                                 |                        |                        |                  |   |      |            |                       |            |                        |            |   |      |        |        |        |        |        |  |
|  |                     | L Arruabarrena L Davis          | L Arruabarrena L Davis          | 2           | 5           |  |  | 1                     | G García Pérez S Sorribes Tormo | 7                      | 4                      | [8]              |   |      |            |                       |            |                        |            |   |      |        |        |        |        |        |  |
|  | C Lister J Sizikova | C Lister J Sizikova             | C Lister J Sizikova             | 4           | 4           |  |  |                       | M Katō Y Wang                   | 6(1)                   | 6                      | [10]             |   |      |            |                       |            |                        |            |   |      |        |        |        |        |        |  |
|  | M Katō Y Wang       | M Katō Y Wang                   | M Katō Y Wang                   | 6           | 6           |  |  |                       |                                 |                        |                        |                  |   |      |            | M Katō Y Wang         | 63         | 6                      | [10]       |   |      |        |        |        |        |        |  |
|  | 3                   | E Perez S Sanders               | E Perez S Sanders               | 7           | 6           |  |  |                       |                                 | 3                      | E Perez S Sanders      | 7                | 4 | [8]  |            |                       |            |                        |            |   |      |        |        |        |        |        |  |
|  |                     | K Christian D Jakupovič         | K Christian D Jakupovič         | 5           | 2           |  |  | 3                     | E Perez S Sanders               | E Perez S Sanders      | 6                      | 6                |   |      |            |                       |            |                        |            |   |      |        |        |        |        |        |  |
|  | WC                  | E Cocciaretto R Zarazúa         | 6                               | 4           | [7]         |  |  |                       | I Neel S Santamaria             | I Neel S Santamaria    | 4                      | 4                |   |      |            |                       |            |                        |            |   |      |        |        |        |        |        |  |
|  |                     | I Neel S Santamaria             | 4                               | 6           | [10]        |  |  |                       |                                 |                        |                        |                  |   |      |            | M Katō Y Wang         | 6          | 3                      | [7]        |   |      |        |        |        |        |        |  |
|  | WC                  | S Errani D Seguel               | S Errani D Seguel               | 65          | 3           |  |  |                       |                                 |                        |                        |                  |   |      |            |                       | PR         | K Bondarenko S Fichman | 4          | 6 | [10] |        |        |        |        |        |  |
|  |                     | J Konta E Svitolina             | J Konta E Svitolina             | 7           | 6           |  |  | J Konta E Svitolina   | J Konta E Svitolina             | J Konta E Svitolina    | J Konta E Svitolina    |                  |   |      |            |                       |            |                        |            |   |      |        |        |        |        |        |  |
|  |                     | M Bouzková R Voráčová           | 6                               | 3           | [10]        |  |  | M Bouzková R Voráčová | M Bouzková R Voráčová           | M Bouzková R Voráčová  | M Bouzková R Voráčová  | w/o              |   |      |            |                       |            |                        |            |   |      |        |        |        |        |        |  |
|  | 4                   | M Adamczak M Sanchez            | 3                               | 6           | [5]         |  |  |                       |                                 |                        |                        |                  |   |      |            | M Bouzková R Voráčová | 4          | 6                      | [11]       |   |      |        |        |        |        |        |  |
|  | PR                  | K Bondarenko S Fichman          | K Bondarenko S Fichman          | 7           | 6           |  |  |                       |                                 | PR                     | K Bondarenko S Fichman | 6                | 0 | [13] |            |                       |            |                        |            |   |      |        |        |        |        |        |  |
|  |                     | A Rus T Zidanšek                | A Rus T Zidanšek                | 5           | 4           |  |  | PR                    | K Bondarenko S Fichman          | K Bondarenko S Fichman | 6                      | 6                |   |      |            |                       |            |                        |            |   |      |        |        |        |        |        |  |
|  |                     | C Dolehide A Sharma             | 69                              | 7           | [9]         |  |  | 2                     | D Krawczyk G Olmos              | D Krawczyk G Olmos     | 4                      | 4                |   |      |            |                       |            |                        |            |   |      |        |        |        |        |        |  |
|  | 2                   | D Krawczyk G Olmos              | 7                               | 5           | [11]        |  |  |                       |                                 |                        |                        |                  |   |      |            |                       |            |                        |            |   |      |        |        |        |        |        |  |